# Skvotiranje u Italiji
Iako je skvotiranje u Italiji poznato još od 1950-ih godina (vidi: Bussana Vecchia), pokreta socijalnih centara koji su samosvesni u svom ilegalnom zaposedanju prostora nastaje 1970-ih i usko je vezan za italijanski autonomni pokret.

## Socijalni centri
Socijalni centri (bukvalano: društvene sredine) predstavljaju pokušaj stvoranja autonomnih prostora oslobođenih kapitalističkih društvenih i ekonomskih veza. U društvenim centrima retko kada neko živi, oni služe kao javni prostori gde se upražnjava želja za društvenošću. U njima se nalaze prostori za koncerte, kafići, galerije, radionice, itd. Nastaju bespravnim zauzimanjem praznog nekorišćenog prostora. Oni su tipičan italijanski društveni fenomen.
Američki autor Adam Bregman piše: „Iako je to možda teško zamisliti u Americi, u Italiji komunisti, anarhisti, rejveri, pankeri, hakeri i umetnici imaju ogromne prostore, napuštene fabrike, tvrđave, škole i crkve, pretvorene u bioskope, koncertne sale, klubove, skvotove i umetničke galerije. Italijanski socijalni centri spadaju među najvitalnije kulturne institucije te zemlje.”
Socijalni centri su mesta okupljanja raznih kontrakultura. Tokom 1980-ih u njima je preovladavao pank pokret, 1990-ih je rejv scena imala dominantan uticaj, a hip-hop i rege su najprisutniji početkom 1990-ih. Tu su još i studenti iz nezavisnih studenstkih organizacija, radnici i nezaposleni, emigranti, antiratni aktivisti, radikalni ekolozi, sajberpankeri, zadrugari i mnogi drugi.
Socijalni centri su autonomne zone nad kojima vlast i policija nemaju nadležnost i gde se ljudi osećaju slobodnima da rade šta žele. Unutra centara se obično mogu uživati droge, ali se ne smeju prodavati, i to ne zbog problema sa policijom, već zbog principijelnih razloga, zato što ne dozvoljavaju da se neko bogati prodavajući drogu i eksploatišući ljude.
Socijani centari pružaju razne pogodnosti stanovnicima naselja u kojima se nalaze, a nalaze se gotovo uvek u siromašnim predgrađima ili u industrijskim zonama. To im često daje karakter alternativne socijalne službe. Oni takođe pružaju utočište svakome kome treba, a putnicima obično u njima mogu pronaći besplatno prenoćište. U socijalnim centrima, skoro svaki bend može organizovati svoju svirku.

## Faze razvoja

### Nastanak
(od polovine 1970-ih. do početka 1980-ih)
Polovinom 1970-ih rađa se novi način povezivanja društveno-političkih potreba omladine sa teritorijom, koji je fokusiran na ponovno oživljavanje urbanih degradiranih prostora. Mladi, razočarani parlamentarnom i vanparlamentarnom levicom, 1968-om i razvojem situacije posle, stvaraju alternativne prostore za socijalizaciju, najčešće na periferiji. Tih godina, tačnije 18.10.1975. nastaje najveći i najpoznaiji socijalni centar u Italiji (verovatno i u Evropi), Leonkavalo u Milanu.

### Samoizolacija
(od početka 1980-ih do 1989)
Nakon toga, dolazi druga faza 80-tih godina, kada se socijalni centri zatvaraju u sebe. Membreti nalazi glavne razloge ove samoizolacije u prisustvu heroina i terorizma na ulicama. Činjenica je da se za nepunih pet godina (od 1975. do 1980) broj korisnika heroina povećao preko sto puta(!), tako da ih je početkom 1980-ih u Italiji bilo više od 200.000 (u odnosu na 1500 korisnika u 1975). Političko nasilje je toliko naraslo da se na ulicama vodio pravi gerilski rat između države i levičarskih oružanih grupa (crvene brigade, prva linija i mnoge druge) u kom su ubijeni mnogi italijanski političari, od kojih je najpoznatiji premijer Aldo Moro. Zato omladina u socijalnim centrima odlučuje da se „zatvori poput ježa” (Primo Moroni). Tih godina dolazi do susreta skvoterskog i pank pokreta, i pank ubrzo postaje glavna struja u socijalnim centrima.

### Otvaranje
(1989. do sredine 1990-ih)
1989. godine dolazi do izlaska iz samoizolacije u koju su centri zapali početkom 1980-ih. To je godina studentskog pokreta „Pantera” (koji je bio sličan kao studentski pokret iz ’68. samo slabijeg intenziteta) i pokušaja rušenja Leonkavala od strane socijalističkog gradonačelnika Piliterija. 1990-te su donele povoljniji stav javnosti o socijalnim centrima, posebno o Leonkavalu, koji je često navođen kao primer otpora protiv privatizacije teritorije i neoliberalnog uticaja na kulturu. Najveća podrška je dolazila iz redova studenata i učenika koji su se borili protiv privatizacije javnog obrazovnog sistema i intelektualaca koji su branili javne i besplatne i slobodne prostore u gradu.
1990-tih godina u italijanskim medijima počeo je da se koristi termin skvoteri, umesto dotad prihvaćenog termina autonomni, odnoseći se na aktiviste i posetioce zaposednutih i samoupravnih društvenih centara (Centri Sociali occupati e autogestiti — CSOA). Tih godina u mnogim gradovima gde se ranije nije skvotiralo dolazi do stvaranja socijalnih centara koji privlače nove generacije, ponajviše studente. U urbanom ambijentu milionskih gradova, ovi autonomni omladinski prostori predstavljaju „ostrva društvenosti” na kojima još uvek postoji neistrumentalizovana socijalizacija.
Privatizacija gradskog zemljišta je ipak, uzimala sve više maha, i napuštene industrijske zone, koje je omladina koristila za društvene centre, se sada ubrzano pretvaraju u poslovne i tržne centre. 1994. je gradonačelnik Milana Formentini naredio rasturanje socijalnih centara rečima: „Od sada centri neće biti ništa drugo nego duhovi iznad grada”. Leonkavalo je srušen, a na tom mestu je izgrađena banka.
Ubrzo su izbile masovne demonstracije za odbranu društvenih centara, na kojima su se „beli duhovi” tj. aktivisti obučeni skroz u belo, zaista pojavili. Umotani u sunđere i dušeke, i naoružani poklopcima od kontejnera, bili su veoma uspešni u uličnim konfrontacijama sa organima reda. Pokret belih odela ubrzo je zahvatio čitavo poluostrvo i mnogi zauzeti prostori su zahvaljujući tome sačuvani. Ekipa iz Leonkavala vrši aproprijaciju velike napuštene zgrade koja je nekad bila štamparija, i uz podršku stanovništva, skvoteri ostaju unutra.

### Legalizacija
(od 1990-ih do danas)
19. septembra 1998. godine održan je skup u Milanu u centru Leonkavalo, jer su neki aktivisti tražili redefinisanje uloge pokreta socijalnih centara. Na skupu je donesena Milanska povelja, koja je bila zajednička platforma na kojoj su se našli socijalni centri sa severoistoka Italije (Padova, Venecija itd.), iz Rima (Korto Cirkuito, Forte Prenestino), a kasnije su se priključili i centri iz Lingurije i Marche.
Mnogi socijalni centri su prihvatili Milansku povelju i priključili se institucionalnoj levici. Štaviše, pregovaralo se sa vlastima i desnicom da bi se dobilo političko priznanje i legalizovali skvotirani socijalni centri u Italiji, uz tvrdnju da pružaju javne usluge i zabavne programe u skladu sa tendencijama razvoja civilnog društva.
U Veneciji Mestre su pregovori doveli do toga da gradsko veće kupi skvotirani centar Rivolta (ranije fabriku) po ceni oko jedan milion dolara, plaćenih iz javnih fondova. Legalizacija ostalih prostorija je brzo usledila. Takav politički okret je zatim predstavljen kao posledica teorijske revizije koja pretpostavlja da je period klasne borbe prošao, i da nastupa vreme socijalnog dijaloga. To je dovelo dotle da je Leonkavalo podržavao demohrišćanskog kanditata Martinacolija za mesto gradonačelnika Milana. Zatim je usledilo učešće članova socijalnih centara na lokalnim izborima, u redovima Zelene partije i Partije reformisanih komunista.
Ovaj novi kurs najbolje oslikava izjava Luke Kasarinija, portparola Belih odela, koji 1988. kaže da „Država nije više neprijatelj koga treba uništiti, već saradnik sa kojim treba da diskutujemo stvari”. Bela odela su postali jedni od glavnih zastupnika Milanske povelje i to su pokušavali da nametnu celom pokretu, pa je dolazilo čak i do otvorenih uličnih sukoba. Od 1998. godine je stvoren dubok jaz unutar skvoterskog pokreta između onih koji prihvataju onih koji prihvataju Milansku povelju i ostatka pokreta koji nije prihvatio političke pozicije iznesene u tom dokumentu.
Socijalni centri u Italiji se kasnije razvijaju u mnogim pravcima — neki postaju moderni klubovi sponzorisani od multinacionalnih korporacija, neki ostaju autonomni prostori sa nezavisnom produkcijom a pritom priznati i finansijski podržani od gradskih vlasti, neki i dalje održavaju konfliktni stav, dok se neki bave isključivo problemima svog komšiluka.
Ipak, i dan danas su socijalni centri najbolja mesta gde se može osetiti puls italijanske andergraund scene. Neretko u njima sviraju svetski poznati bendovi, poput Rage Against the Machine, Mano Negra, Public Enemy i drugih.

## Broj
Broj socijalnih centara u Italiji se ne može tačno utvrditi jer sve vreme nastaju novi i nestaju stari, ali se procenjuje na oko 140. Nekad ih ima znatno više nekad manje, u zavisnosti od društvene i političke klime.

## Podela
Pokret socijalnih centara u Italiji obuhvata sledeće fenomene:
- Društveni centri (centri sociali) su najčešće neinstitucionalizovani i nalaze se u bespravno zaposednutim prostorima.
- Društveni prostori (spazi sociali) su više institucionalizovani nego CSOA, najčešće su legalizovani, registrovani kao nevladine organizacije i specijalizovani u jednom sektoru. Neki primeri: Deposito Bulk (Milano) — studentska laboratorija samoupravljana od strane studenata, Ambulatorio di medicin popolare (Ambulanta narodne medicine), Kulturni multimedijalni centar Golgonooza (Milano), itd.
- Zauzete kuće (case occupate) su skvotovi u užem smislu reči. Razlikuju se od društvenih centara jer „pokrivaju sve vidove društvenosti” (kako sami kažu): od zajedničkog stanovanja, preko zajedničkih aktivnosti i kreativnosti do zajedničkog privređivanja. Primer je San Antonio Rock Squat iz Milana.
- Anarhistički centri/klubovi (centri/circoli anarchistici) su mesta koja spadaju u anarhističku federaciju. Primeri su: Freccia Nera (Bergamo) i Torricelli (Milano).

## Literatura
- Adam Bregman, Italy's Cultural Underground
- Andrea Membretti: Centri Sociali Autogestiti: Territori in Movimento
- Damjan Pavlica, Skvoterski pokret

## Spoljašnje veze
- Samoupravni socijalni centri/Skvotovi u Rimu
- Spisak socijalnih centara u Italiji
- Spisak skvotova u Italiji